# Teatro Petruzzelli

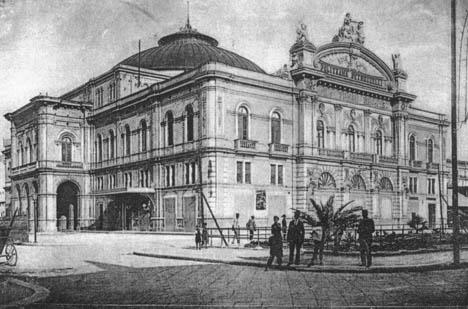
Teatro Petruzzelli in Bari

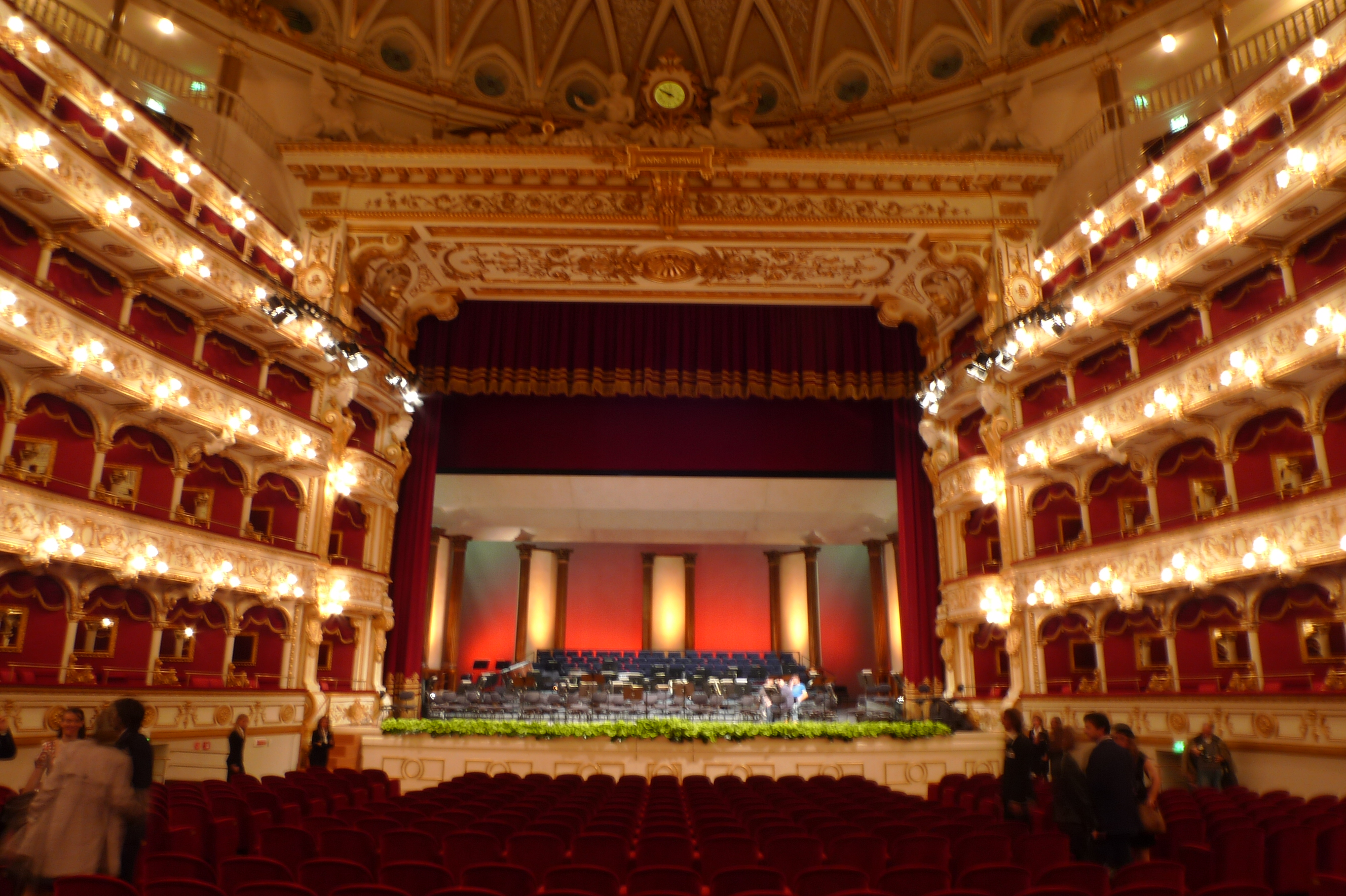
Teatro Petruzzelli, Blück auf die Bühne, 2008

Das Teatro Petruzzelli ist ein italienisches Opernhaus in Bari mit einer Kapazität von 1482 Plätzen, das im Jahr 1903 erbaut wurde.

## Geschichte
Das Teatro Petruzzelli gilt als eines der größten Privattheater Italiens. Es wurde für die zu der Zeit beträchtliche Summe von 1.600.000 Lire gebaut. Es wurde mit Heizung und Elektrizität ausgestattet. Eröffnet wurde das Theater am 14. Februar 1903 mit Les Huguenots von Giacomo Meyerbeer.
Komplett durch einen Brand zerstört, wurde es seit 1991 wieder aufgebaut und im Jahr 2009 eröffnet mit einem Konzert mit der 9. Sinfonie von Ludwig van Beethoven.
Die erste szenische Aufführung war dann am 6. Dezember 2009 Turandot.